# 옥탸브리스카야선

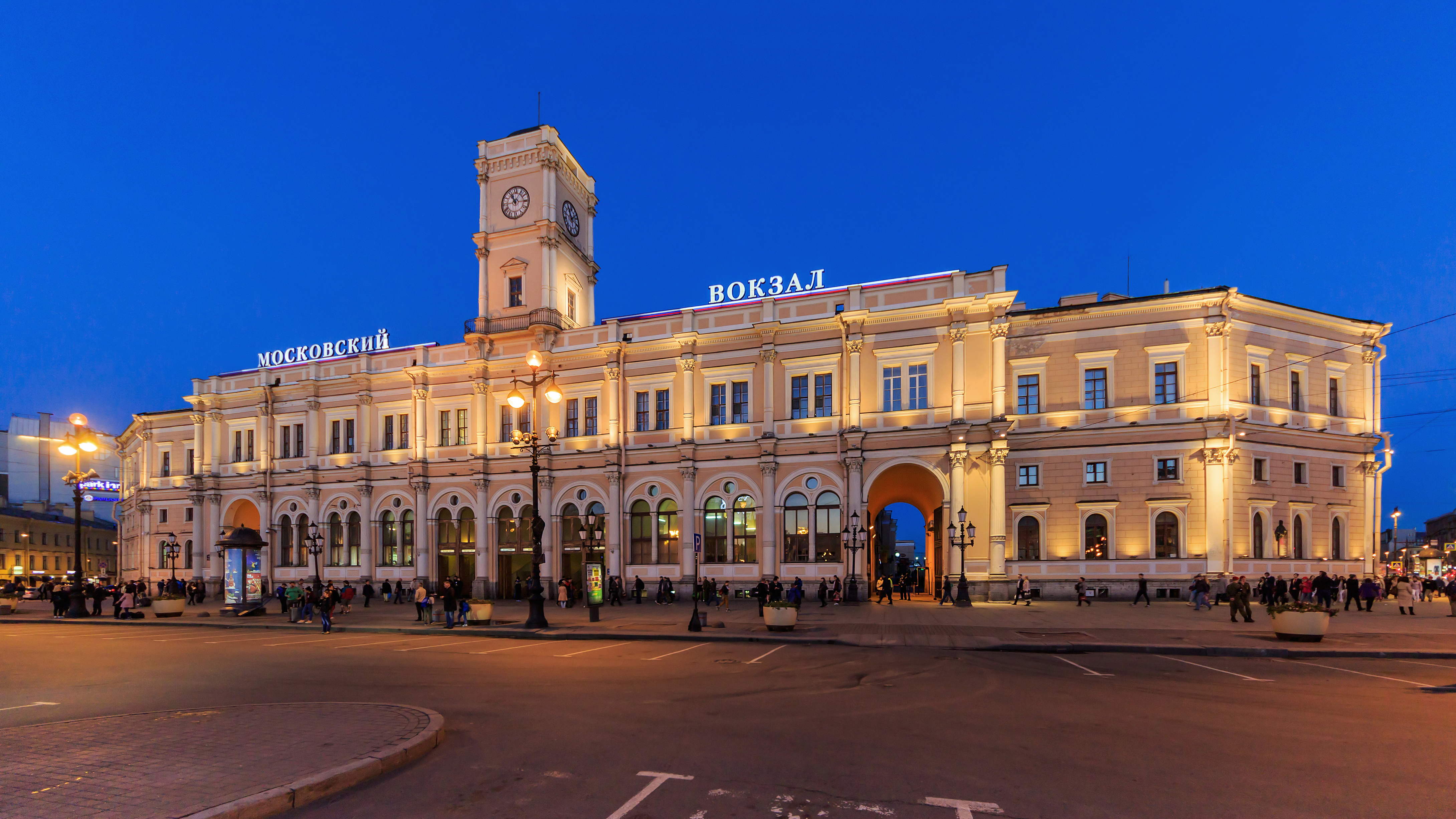

옥탸브리스카야선(러시아어: Октябрьcкая железная дорога 옥탸브리스카야 젤레즈나야 도로가[*], 1923년까지는 니콜라옙스카야)은 러시아에서 가장 오래된 철도 노선이다. 러시아의 유럽 지역 북서쪽을 연결한다.
철도 길이는 1만km이다. 최초의 철도는 1837년, 차르스코셀스카야 철도가 기원이다(차르스코셀스카야 철도 — 상트페테르부르크 — 푸시킨 — 파블롭스크). 1851년에는 상트페테르부르크 — 모스크바노선까지 확장되었다. 10월 철도는 북쪽으로는 무르만스크까지 뻗어있고, 남쪽으로는 모스크바까지 뻗어 있다.
- 모스크바
- 상트페테르부르크—비쳅스크
- 상트페테르부르크
- 페트로자보츠크
- 무르만스크
- 볼호프

러시아의 레닌그라드주, 프스코프주, 노브고로드주, 볼로그다주, 무르만스크주, 트베리주, 모스크바주, 야로슬라블주, 모스크바와 상트페테르부르크, 카렐리야 공화국에서 승차권을 살 수 있다.
짐 수송과 해양 수송은 수출입까지 포함하면, 상트페테르부르크와 무르만스크 항구를 통해서 들어온다. 주로 백해(칸달락샤, 켐, 벨로모르스크)와 백해-발트 해 수로를 통해서 들어온다. 2005년에는 5.4%나 증가했다.